# Michael Punke
Michael Punke (ur. 7 grudnia 1964 w Torrington) – amerykański pisarz, prozaik, adwokat, profesor, dyplomata.

## Zarys biografii
Obecnie pełni funkcję zastępcy przedstawiciela handlowego i ambasadora USA w Światowej Organizacji Handlu w Genewie (Szwajcaria). Najbardziej znany jest jako autor powieści Revenant: A Novel of Revenge (2002), na podstawie której powstał scenariusz filmu Zjawa (The Revenant, 2015), reżyserii Alejandro Gonzáleza Iñárritu z Leonardo DiCaprio i Tomem Hardym w rolach głównych.
Michael Punke mieszka ze swoją rodziną w stanie Montana.